# Yakuza 0
Yakuza 0 (龍が如く0 誓いの場所, Ryū ga Gotoku 0: Chikai no Basho) is een computerspel ontwikkeld door Ryu Ga Gotoku Studio en uitgegeven door Sega voor de PlayStation 3, PlayStation 4, Xbox One en voor Windows. Het actie-avonturenspel is uitgekomen in Japan op 12 maart 2015. Het spel verscheen in januari 2017 in Europa en de Verenigde Staten.

## Plot
Het spel speelt zich eind jaren tachtig af in Japan, rondom de activiteiten van de criminele organisatie Yakuza. De speler kruipt in de huid van zowel Kazuma Kirya en als het personage Goro Majima.
Nadat een doelwit van Kirya korte tijd later dood wordt aangetroffen in een lege achtertuin, wordt Kiryu gedwongen zijn Yakuza-clan te verlaten. Kirya laat het er niet bij zitten en besluit het vreemde voorval tot op de bodem uit te zoeken.
Ondertussen runt het tweede hoofdpersonage Majima onder dwang een club in Sotenbori. Op een dag krijgt hij het aanbod om een blinde jonge vrouw te vermoorden, maar Majima besluit de vrouw in bescherming te nemen. Verschillende Yakuza-facties blijken echter achter deze vrouw aan te zitten.

## Gameplay
De speler kan zich buiten de verhaalfragmenten vrij door de spelwereld bewegen en komt verschillende vijandige groepen tegen die verslagen kunnen worden door op de vuist te gaan of door rondslingerende voorwerpen te gebruiken. De gevechten zijn ook een elementair onderdeel van het spel tijdens het hoofdverhaal. De speler heeft drie verschillende vechtstijlen beschikbaar voor elk personage van de speler en later in het spel, eenmaal vrijgespeeld, is er een bonusvechtstijl beschikbaar. Elke vechtstijl heeft zijn eigen vaardighedenboom (skilltree) waarin verschillende vaardigheden met geld kunnen worden ontgrendeld. Er kan onder meer geld worden verdiend door tegenstanders in elkaar te slaan.
De speler kan naast het hoofdverhaal meerdere zijmissies uitvoeren en er zijn ruim 20 minispellen aanwezig.

## Ontvangst
| Recensiescore             | Recensiescore                 |
| Recensieverzamelaar       | Score                         |
| ------------------------- | ----------------------------- |
| Metacritic                | 85% (PS4) 86% (PC) 90% (XONE) |
| Publicist                 | Score                         |
| Destructoid               | 9                             |
| Electronic Gaming Monthly | 2/5                           |
| Famitsu                   | 36/40                         |
| Game Informer             | 9,25                          |
| GameSpot                  | 8                             |
| IGN                       | 8,5                           |

Yakuza 0 ontving overwegend positieve recensies en zorgde ervoor dat de Yakuza-serie populair werd in het Westen, waar het daarvoor nog relatief onbekend was buiten Japan.
Op Metacritic, een recensieverzamelaar, heeft het spel een score van 85%.